# Paracardiophorus tokara
Paracardiophorus tokara is een keversoort uit de familie kniptorren (Elateridae). De wetenschappelijke naam van de soort is voor het eerst geldig gepubliceerd in 1965 door Nakane & Kishii.